# Frozen (bài hát của Madonna)
"Frozen" là một bài hát của nghệ sĩ thu âm người Mỹ Madonna nằm trong album phòng thu thứ bảy của cô, Ray of Light (1998). Nó được phát hành như là đĩa đơn đầu tiên trích từ album vào ngày 23 tháng 2 năm 1998, bởi Maverick Records. Bài hát cũng xuất hiện trong nhiều album tuyển tập của cô như GHV2 (2001) và Celebration (2009). "Frozen" được viết lời và sản xuất bởi Madonna và Patrick Leonard, với sự tham gia hỗ trợ sản xuất từ William Orbit. Đây là một bản ballad mang những âm thanh của nhạc điện tử với nội dung nói về một con người lạnh lùng và vô cảm. Năm 2005, một thẩm phán tại Bỉ đã phán quyết đạo nhạc cho "Frozen" từ một bài hát của Salvatore Acquaviva, dẫn đến việc nó bị cấm lưu hành tại đây. Tuy nhiên, lệnh cấm này đã bị gỡ bỏ vào năm 2014, và bài hát tiếp tục được lưu hành ở quốc gia này.
Sau khi phát hành, "Frozen" nhận được những phản ứng tích cực từ các nhà phê bình âm nhạc, trong đó phần lớn những nhà phê bình gọi nó là một điểm nhấn nổi bật từ Ray of Light. Ngoài ra, bài hát cũng được đánh giá là một kiệt tác, với giai điệu du dương và những âm thanh đậm chất "điện ảnh". Nó đã gặt hái những thành công vượt trội về mặt thương mại, đứng đầu các bảng xếp hạng ở Phần Lan, Hy Lạp, Hungary, Ý, Tây Ban Nha và Vương quốc Anh, và lọt vào top 5 ở tất cả những thị trường nó xuất hiện, bao gồm Úc, Áo, Bỉ, Canada, Đan Mạch, Pháp, Đức, Ireland, Hà Lan, New Zealand, Na Uy, Thụy Điển và Thụy Sĩ. Tại Hoa Kỳ, bài hát đạt vị trí thứ hai trên bảng xếp hạng Billboard Hot 100, trở thành đĩa đơn thứ sáu của Madonna vươn đến vị trí này, và giúp cô trở thành nghệ sĩ có nhiều đĩa đơn á quân nhất trong lịch sử bảng xếp hạng.
Video ca nhạc của "Frozen" được đạo diễn bởi Chris Cunningham với bối cảnh của một hoang mạc ở tại California, trong đó Madonna hóa thân thành một người có năng lực siêu nhiên, với tính cách u sầu trong bộ trang phục đen, bên cạnh hình ảnh một đàn chim và một con chó mực. Nó đã giúp cô chiến thắng một giải Video âm nhạc của MTV cho Hiệu ứng đặc biệt xuất sắc nhất vào năm 1998. Để quảng bá cho Ray of Light, nữ ca sĩ đã trình diễn bài hát trên nhiều chương trình truyền hình và xuất hiện trong ba chuyến lưu diễn thế giới trong sự nghiệp của cô, gần nhất lại tại Rebel Heart Tour (2015-16). Ngoài ra, "Frozen" còn được hát lại bởi một số nghệ sĩ, bao gồm Talisman và Thy Disease.

## Danh sách bài hát
| Đĩa 7" / CD tại Mỹ / Đĩa đơn cassette tại Vương quốc Anh 1. "Frozen" (bản album) – 6:10 2. "Shanti/Ashtangi" – 4:29 Đĩa 12" quảng cáo tại Mỹ 1. "Frozen" (William Orbit Widescreen Mix) – 6:34 2. "Frozen" (William Orbit Drumapella) – 5:15 3. "Frozen" (Victor Calderone Drumapella) – 5:09 Đĩa 12" tại Mỹ 1. "Frozen" (bản album) – 6:10 2. "Frozen" (Stereo MC's Remix) – 5:45 3. "Frozen" (Extended Club Mix) – 11:17 4. "Frozen" (Meltdown Mix) – 8:09 Đĩa CD quảng cáo tại Mỹ #1 1. "Frozen" (radio chỉnh sửa) – 5:08 2. "Frozen" (bản album) – 6:10 3. "Frozen" (Call Out Research Hook) Đĩa CD quảng cáo tại Mỹ #2 1. "Frozen" (Stereo MC's Remix Edit) – 4:52 2. "Frozen" (Extended Club Mix Edit) – 4:55 3. "Frozen" (radio chỉnh sửa) – 5:08 | Đĩa CD Maxi tại Mỹ 1. "Frozen" (bản album) – 6:10 2. "Frozen" (Stereo MC's Remix) – 5:45 3. "Frozen" (Extended Club Mix) – 11:17 4. "Frozen" (Meltdown Mix) – 8:09 Đĩa 12" tại châu Âu 1. "Frozen" (Extended Club Mix) – 11:17 2. "Frozen" (Stereo MC's Remix) – 5:45 3. "Frozen" (Meltdown Mix) – 8:09 Đĩa CD quảng cáo tại châu Âu 1. "Frozen" (radio chỉnh sửa) – 5:08 2. "Frozen" (bản album) – 6:10 Đĩa CD tại Vương quốc Anh / Đĩa CD Maxi tại Nhật 1. "Frozen" (bản album) – 6:10 2. "Frozen" (Stereo MC's Remix) – 5:45 3. "Frozen" (Meltdown Mix) – 8:09 4. "Frozen" (Extended Club Mix) – 11:17 5. "Frozen" (Widescreen Mix) – 6:33 |

## Xếp hạng
| Bảng xếp hạng (1998)                  | Vị trí cao nhất |
| ------------------------------------- | --------------- |
| Úc (ARIA)                             | 5               |
| Áo (Ö3 Austria Top 40)                | 2               |
| Bỉ (Ultratop 50 Flanders)             | 3               |
| Bỉ (Ultratop 50 Wallonia)             | 2               |
| Canada (RPM)                          | 2               |
| Canada Adult Contemporary (RPM)       | 3               |
| Đan Mạch (Tracklisten)                | 4               |
| Châu Âu (European Hot 100 Singles)    | 2               |
| Phần Lan (Suomen virallinen lista)    | 1               |
| Pháp (SNEP)                           | 2               |
| Đức (Official German Charts)          | 2               |
| Hy Lạp (IFPI)                         | 1               |
| Hungary (Mahasz)                      | 1               |
| Ireland (IRMA)                        | 4               |
| Ý (FIMI)                              | 1               |
| Hà Lan (Dutch Top 40)                 | 2               |
| Hà Lan (Single Top 100)               | 2               |
| New Zealand (Recorded Music NZ)       | 5               |
| Na Uy (VG-lista)                      | 2               |
| Scotland (OCC)                        | 1               |
| Tây Ban Nha (PROMUSICAE)              | 1               |
| Thụy Điển (Sverigetopplistan)         | 2               |
| Thụy Sĩ (Schweizer Hitparade)         | 2               |
| Anh Quốc (OCC)                        | 1               |
| Hoa Kỳ Billboard Hot 100              | 2               |
| Hoa Kỳ Adult Contemporary (Billboard) | 8               |
| Hoa Kỳ Adult Pop Airplay (Billboard)  | 9               |
| Hoa Kỳ Dance Club Songs (Billboard)   | 1               |
| Hoa Kỳ Pop Airplay (Billboard)        | 4               |
| Hoa Kỳ Rhythmic (Billboard)           | 15              |

| Bảng xếp hạng (1998)                 | Vị trí |
| ------------------------------------ | ------ |
| Australia (ARIA)                     | 44     |
| Austria (Ö3 Austria Top 40)          | 15     |
| Belgium (Ultratop 50 Flanders)       | 18     |
| Belgium (Ultratop 40 Wallonia)       | 15     |
| Canada Adult Contemporary (RPM)      | 12     |
| Denmark (Tracklisten)                | 12     |
| Europe (European Hot 100)            | 5      |
| Finland (Suomen virallinen lista)    | 14     |
| France (SNEP)                        | 15     |
| Germany (Official German Charts)     | 13     |
| Italy (FIMI)                         | 7      |
| Netherlands (Dutch Top 40)           | 16     |
| Netherlands (Single Top 100)         | 14     |
| Norway Spring Period (VG-lista)      | 8      |
| Norway Winter Period (VG-lista)      | 6      |
| Sweden (Sverigetopplistan)           | 26     |
| Switzerland (Schweizer Hitparade)    | 4      |
| UK Singles (Official Charts Company) | 25     |
| US Billboard Hot 100                 | 32     |
| US Hot Dance Club Songs (Billboard)  | 5      |

## Chứng nhận
| Quốc gia                                                                           | Chứng nhận | Số đơn vị/doanh số chứng nhận |
| ---------------------------------------------------------------------------------- | ---------- | ----------------------------- |
| Úc (ARIA)                                                                          | Vàng       | 35.000^                       |
| Áo (IFPI Áo)                                                                       | Bạch kim   | 50.000*                       |
| Bỉ (BEA)                                                                           | Bạch kim   | 50.000*                       |
| Pháp (SNEP)                                                                        | Vàng       | 469,000                       |
| Đức (BVMI)                                                                         | Bạch kim   | 500.000^                      |
| Hà Lan (NVPI)                                                                      | Vàng       | 10,000                        |
| Na Uy (IFPI Norway)                                                                | Bạch kim   | 5,000                         |
| Thụy Điển (GLF)                                                                    | Vàng       | 15.000^                       |
| Thụy Sĩ (IFPI)                                                                     | Vàng       | 25.000^                       |
| Anh Quốc (BPI)                                                                     | Vàng       | 556,000                       |
| Hoa Kỳ (RIAA)                                                                      | Vàng       | 600,000                       |
| * Chứng nhận dựa theo doanh số tiêu thụ. ^ Chứng nhận dựa theo doanh số nhập hàng. |            |                               |